# Bartholomeus van der Helst
Pour les articles homonymes, voir Bartholomeus.
Bartholomeus van der Helst, né en 1613 à Haarlem et inhumé le 16 décembre 1670 à Amsterdam, est un peintre portraitiste néerlandais.

## Biographie
Fils d'un aubergiste d'Haarlem, Van der Helst s'installa à Amsterdam sans doute peu avant 1636, car il s'y maria cette même année. Son premier tableau daté, un portrait de groupe des régents de l'orphelinat Wallon, date de 1637.
À Amsterdam, Van der Helst était un contemporain de Rembrandt. Il s'imposa bientôt comme le portraitiste le plus réputé de la ville, avec des portraits flatteurs dans la veine d'Antoine van Dyck plus « commerciaux » que ceux, sombres et pensifs, de Rembrandt. Certains élèves de Rembrandt, dont Ferdinand Bol et Govaert Flinck, adoptèrent ainsi ultérieurement le style de Van der Helst de préférence à celui de leur maître.
Son grand portrait de groupe, Banquet de la garde civile d'Amsterdam fêtant la Paix de Münster, fut exécuté en 1648, et présenté avec un succès considérable. Lorsque Joshua Reynolds visita Amsterdam en 1781, il dit de cette toile qu'elle était « peut-être la première peinture de portraits au monde, comportant davantage de ces qualités qui font la perfection d'un portrait que tout ce que j'ai pu voir ».
Outre les portraits qui l'ont rendu célèbre, Van der Helst peignit quelques tableaux historiques, bibliques et mythologiques.

## Vandalisme
Le 25 juin 2006, Hans-Joachim Bohlmann, qui s'était déjà précédemment rendu coupable de déprédations de 130 millions d'euros sur des œuvres d'art de cette façon, dégrada le « Banquet » de propos délibéré en l'aspergeant d'essence et en l'enflammant. Bohlmann avait déjà purgé 20 ans de prison pour ses précédents larcins, mais le tribunal régional de Hambourg, confirmé en appel, estima que l'atteinte aux biens, quels qu'ils soient, ne pouvait coûter à un particulier une privation de liberté à vie, et cela en dépit du fait que les psychiatres eussent jugé une récidive probable. Bien que les dégradations affectent principalement la couche de vernis, quelques portions du tableau, de la toile support et du cadre ont été endommagés.

## Œuvres

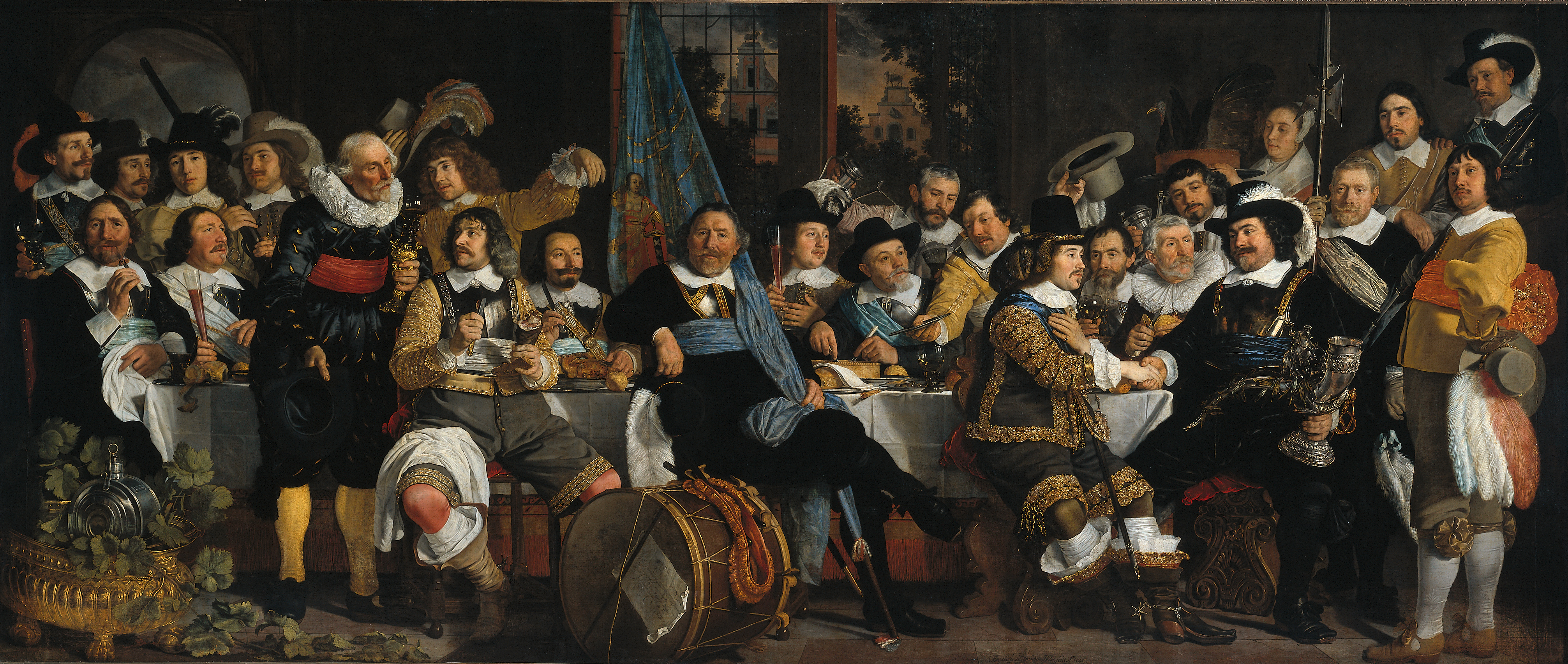
Banquet de la garde civile d'Amsterdam fêtant la Paix de Münster (1648), exposé au Rijksmuseum.

- Le Banquet de la guilde des arbalétriers (Saint Georges) à Amsterdam pour célébrer la Paix de Münster, 18 juin 1648, 1648, huile sur toile, 232 × 547 cm, Rijksmuseum, Amsterdam[2]
- Mary Stuart, Princesse d'Orange, veuve de Guillaume II, 1652, huile sur toile, 199 × 170 cm, Rijksmuseum, Amsterdam[3]
- La Famille Reepmaker d'Amsterdam, 1669, huile sur toile, 190 × 145 cm, Musée du Louvre, Paris[4]
- Femme tenant un livre, Musée Magnin, Dijon
- Double portrait, Palais des Beaux-Arts, Lille